# Mixomelia erecta
Mixomelia erecta är en fjärilsart som beskrevs av Moore 1882. Mixomelia erecta ingår i släktet Mixomelia och familjen nattflyn. Inga underarter finns listade i Catalogue of Life.